# Episodi di Strike Back (quinta stagione)
La quinta stagione della serie televisiva Strike Back, intitolata Strike Back: Legacy, è stata trasmessa in prima visione sul canale britannico Sky1 dal 3 giugno al 29 luglio 2015, mentre negli Stati Uniti è andata in onda su Cinemax dal 31 luglio al 9 ottobre 2015.
In Italia la stagione è stata trasmessa sul canale satellitare Sky Atlantic dal 4 settembre al 6 novembre 2015.
| nº | Titolo originale | Prima TV UK    | Prima TV USA      | Prima TV Italia   |
| -- | ---------------- | -------------- | ----------------- | ----------------- |
| 1  | Episode 1        | 3 giugno 2015  | 31 luglio 2015    | 4 settembre 2015  |
| 2  | Episode 2        | 10 giugno 2015 | 7 agosto 2015     | 11 settembre 2015 |
| 3  | Episode 3        | 17 giugno 2015 | 14 agosto 2015    | 18 settembre 2015 |
| 4  | Episode 4        | 24 giugno 2015 | 21 agosto 2015    | 25 settembre 2015 |
| 5  | Episode 5        | 1º luglio 2015 | 28 agosto 2015    | 2 ottobre 2015    |
| 6  | Episode 6        | 8 luglio 2015  | 11 settembre 2015 | 9 ottobre 2015    |
| 7  | Episode 7        | 15 luglio 2015 | 18 settembre 2015 | 16 ottobre 2015   |
| 8  | Episode 8        | 22 luglio 2015 | 25 settembre 2015 | 23 ottobre 2015   |
| 9  | Episode 9        | 29 luglio 2015 | 2 ottobre 2015    | 30 ottobre 2015   |
| 10 | Episode 10       | 29 luglio 2015 | 9 ottobre 2015    | 6 novembre 2015   |